# Parallelodontidae
Famille
Les Parallelodontidae sont une famille de mollusques bivalves de l'ordre des Arcida (anciennement des Arcoida).

## Taxons de rangs inférieurs
Selon World Register of Marine Species (21 avril 2024) :
- genre Kamenevus Valentich-Scott, Coan & Zelaya, 2020
- genre Porterius B. L. Clark, 1925

Selon Paleobiology Database (17 octobre 2019), il y a deux sous-familles :
- †Grammatodontinae
- †Parallelodontinae

et 6 genres non-classés:
- †Alytodonta
- †Bapristodia
- †Cucullaria
- †Cucullopsis
- †Macrodontella
- †Pleurogrammatodon